# Rio Ayesha
O Rio Ayesha é o curso de água intermitente do leste da Etiópia. Tem uma área de drenagem que abrange parte do Grande Vale do Rift. O Ministério de Recursos Hídricos da Etiópia listas a área de drenagem do Ayesha entre as doze principais bacias hidrográficas no país.
Tem uma área de 2223 quilómetros quadrados, embora careça de um fluxo constante.